# Tyr (religion)
 For alternative betydninger, se Tyr. (Se også artikler, som begynder med Tyr)
Tyren er et velkendt objekt for tilbedelse, især i den vestlige verden i form af Bibelens fremstilling af Guldkalven.
| Religion | Spire Denne religionsartikel er en spire som bør udbygges. Du er velkommen til at hjælpe Wikipedia ved at udvide den. |